# Госвин Никель
Госвин Никель (нем. Goswin Nickel; 17 марта 1582, Юлих — 31 июля 1664, Рим) — немецкий священник-иезуит, верховный генерал Общества Иисуса (иезуитов) в 1652—1664 годах; педагог, профессор философии.

## Биография
Госвин Никель был сыном бургомистра Юлиха Иоганна Никеля.
В 1604 году вступил в Общество Иисуса в Трире . Получил степень магистра искусств в иезуитском колледже Кёльна.
Преподавал теологию и философию в иезуитских колледжах Падерборна и Майнца (1611—1615), рукоположен в священники 28 октября 1614 года.
В 1615—1621 годах преподавал богословие и философию в Кёльне. Руководил резиденцией иезуитов Ахена (1621—1627), после этого стал ректором колледжа в Кёльне (1627—1630). В 1628 году совершил свой первый визит в Ватикан. В 1630 году назначен руководителем католической провинции Германии.
В 1631 году Никель поддержал провинциального коллегу-иезуита Фридриха Шпее, который в своей известной книге Cautio Criminalis («Предостережение обвинителей»), активно протестовал против несправедливых предвзятых судебных процессов, основанных на признаниях, полученных под пытками, против псевдо-ведьм и обвинений в колдовстве. Книга была негативно принята гражданскими и церковными властями, которые пытались осудить Фридриха Шпее и добиться его изгнания из Общества Иисуса. Благодаря неизменной поддержке Никеля этого не произошло. Влияние книги Фридриха Шпее, в итоге, привело к значительным изменениям в судебных процессах, включая отказ от пыток.
С 1639 по 1643 год Никель был провинциалом Германии во второй раз. Несколько раз избирался делегатом иезуитов Германии на общие собрания в Риме.
Через неделю после смерти своего предшественника Алессандро Готтифреди 17 марта 1652 года был избран верховным генералом Общества Иисуса .
Во время его правления споры с янсенистскими богословами становились всё более ожесточёнными, особенно во Франции, где Блез Паскаль, французский учёный, философ и сочувствующий янсенистам возглавлял нападки на иезуитов.
Во времена правления Никеля Общество Иисуса насчитывало около 15 000 иезуитов, распределенных в 35 провинциях. Более тысячи из них были миссионерами в разных странах, в том числе 351 в Европе (протестантские страны), 224 — в Латинской Америке (в испанских и португальских колониях), 98 — в Индии, 44 — в Японии, 28 — на Филиппинах и так далее.
Умер в результате инсульта.